# Terra Quente Trasmontana
Terra Quente é o nome que se dá a um território situado no Nordeste Trasmontano, por oposição a outro, a Terra Fria.
A metade oriental de Trás-os-Montes, correspondente ao Distrito de Bragança, está dividida em dois territórios distintos: a Terra Fria Trasmontana e a Terra Quente Trasmontana. Os concelhos da Terra Quente são os de Alfândega da Fé, Carrazeda de Ansiães, Macedo de Cavaleiros, Mirandela, Torre de Moncorvo, Valpaços e Vila Flor.

## Agricultura e pecuária
Uma cultura típica da Terra Quente Transmontana é a oliveira. 
A raça de ovinos mais comum e mais importante na região é a Churra da Terra Quente, autóctone de Trás-os-Montes, conhecida mais comummente por Badana ou apenas Churra.

## Produtos certificados
- Queijo Terrincho (DOP)
- Borrego Terrincho (DOP)